# Hans-Hartwig Trojer
Hans-Hartwig Trojer (Nagyszeben, 1916. január 22. – Atlanti-óceán, 1943. szeptember 27.) német tengeralattjáró-kapitány volt a második világháborúban. Tizenegy hajót elsüllyesztett, egyet megrongált, ezek összesített vízkiszorítása 76 786 brt volt.

## Pályafutása
Hans-Hartwig Trojer 1936-ban csatlakozott a német haditengerészethez. 1938 októberében áthelyezték a tengeralattjárósokhoz. Első két szolgálati évét az U–34-en és az U–67-en töltötte. Miután befejezte a kapitányi kiképzést, egy ideig az U–3 iskolahajót irányította. 1942 márciusában kapta meg az U–221 parancsnoki posztját. Első járőrútján hat hajót süllyesztett el az Atlanti-óceán északi részén. 1942. december 8-án hajója véletlenül legázolta az U–254-et, amely azonnal elsüllyedt negyvenegy tengerésszel. A vizsgálat tisztázta. 1943 márciusában megkapta a Lovagkeresztet. Szeptember 27-én egy brit Handley Page Halifax típusú repülőgép, Írországtól délre hajójával együtt elsüllyesztette.
Hans-Hartwig Trojer pályafutásából kiemelkedik 1942. október 13., amikor három teherhajót a norvég Fagerstent és Sentát, valamint a brit Ashworth-t süllyesztett el. 1942. október 14-én hullámsírba küldte a Southern Empress brit bálanafeldolgozó hajót, amely kilenc 52 tonnás és egy 291 tonnás partraszállító hajót vitt a fedélzetén.

## Összegzés
| Hajója | Parancsnoki szolgálata                     | Őrjáratok száma | Őrjáratok hossza (nap) | Eltalált hajók száma | Eltalált hajók vízkiszorítása (brt) |
| ------ | ------------------------------------------ | --------------- | ---------------------- | -------------------- | ----------------------------------- |
| U–221  | 1942. szeptember 1. – 1943. szeptember 27. | 5               | 199                    | 12                   | 76 786                              |

## Elsüllyesztett és megrongált hajók
| Búvárhajó | Nap               | Hajó                 | Nemzetisége        | Vízkiszorítása (brt |
| --------- | ----------------- | -------------------- | ------------------ | ------------------- |
| U–221     | 1942. október 13. | Fagersten            | Norvégia           | 2342                |
| U–221     | 1942. október 13. | Ashworth             | Egyesült Királyság | 5227                |
| U–221     | 1942. október 13. | Senta                | Norvégia           | 3785                |
| U–221     | 1942. október 14. | Susana               | Egyesült Államok   | 5929                |
| U–221     | 1942. október 14. | Southern Empress     | Egyesült Királyság | 12 398              |
| U–221     | 1943. március 7.  | Jamaica              | Norvégia           | 3015                |
| U–221     | 1943. március 10. | Tucurinca            | Egyesült Királyság | 5412                |
| U–221     | 1943. március 10. | Andrea F. Luckenbach | Egyesült Államok   | 6565                |
| U–221     | 1943. március 10. | Lawton B. Evans*     | Egyesült Államok   | 7197                |
| U–221     | 1943. március 18. | Walter Q. Gresham    | Egyesült Államok   | 7197                |
| U–221     | 1943. március 18. | Canadian Star        | Egyesült Királyság | 8213                |
| U–221     | 1943. május 12.   | Sandanger            | Norvégia           | 9432                |

* A hajó nem süllyedt el, csak megrongálódott.